# Ильинское (городской округ Красногорск)
Ильинское — село в Московской области России. Входит в городской округ Красногорск.
Население — 478 чел. (2010).

## География
Село Ильинское расположено в южной части Красногорского городского округа, на левом берегу реки Москвы, примерно в 8 км к юго-западу от города Красногорск. Высота над уровнем моря 136 м.

## История
В 1862 году село относилось к 1 стану Звенигородского уезда Московской губернии. В селе имелось 78 крестьянских дворов, проживало 359 мужчин и 376 женщин. В селе имелась православная церковь.
С 1994 по 2005 год село являлось центром Ильинского сельского округа Красногорского района, с 2005 до 2017 года — Ильинского сельского поселения Красногорского муниципального района.

## Население
| 2002 | 2006 | 2010 |
| ---- | ---- | ---- |
| 491  | →491 | ↘478 |

## Церкви
В Ильинском действуют два православных храма: Церковь Илии Пророка (1735) и Скорбященская церковь (1997). Имеется Ильинское кладбище, в настоящее время закрытое для свободных захоронений. На кладбище (участок № 3) похоронены дед и бабушка второго Президента России В. В. Путина — Спиридон Иванович и Ольга Ивановна Путины. Также на кладбище похоронен первый председатель КГБ Иван Серов.

## Инфраструктура
В селе 18 улиц, 4 переулка и 1 площадь. В исторической части села расположены улицы: Ленина, Советская, Экспериментальная, Центральная усадьба, Колхозная, Рождественская, Набережная, Островского, Садовая, Новая Садовая и Елизаветинская. Остальные 7 улиц, переулки и площадь Европы расположены в поселке лэйнхаусов «Ильинка», построенному у северо-восточной границы села и территориально относящемуся к Ильинскому.

## Достопримечательности
- Усадьба Ильинское
- Музей Дворцового села Ильинское им. святой преподобномученицы Елизаветы Федоровны Романовой[11] (ул. Советская, 2)
- Липовая аллея вдоль Ильинского шоссе (1818)
- Мемориал односельчанам, погибшим в годы Великой Отечественной войны (рядом с Ильинским кладбищем)
- Бывший «Сервизный домик» усадьбы Ильинское (ныне — ресторан «Русская изба», ул. Набережная, 3А)
- Здание бывшего родильного приюта (втор. пол. 1890-х гг.) (ул. Ленина, рядом с домом 3)
- Здание бывшего лазарета (1905) (ул. Ленина, 3А)
- Здание бывшей сельской школы (1880) (ул. Ленина, 5)

## Известные люди
В селе родился композитор и дирижёр Василий Михайлович Орлов (1858—1901).

## Транспорт
Ближайшая к селу железнодорожная станция находится в 2,5 км на правом берегу Москвы-реки в Одинцовском г.о. — платформа Ильинское. Долгое время связь села со столицей существовала за счет гужевого и железнодорожного транспорта. В мае 1948 года через Ильинское был проложен первый автобусный маршрут — № 49, связывающий станцию метро «Сокол» и село Петрово-Дальнее.
В настоящее время в селе действует 4 остановочных пункта, через которые проходят маршруты автобусов и маршрутных такси: № 34 (ст. Павшино — Тимошкино), № 36 (ст. Одинцово — Уборы), № 49 (ст. Павшино — 62-я гор.больница), № 520 (ст. Павшино — Бузланово), № 540 (ст.м. Тушинская — Бузланово), № 549 (ст.м. Тушинская — 62-я гор.больница), № 898 (ст.м. Крылатское — 62-я гор.больница).